# Innisfree
Innisfree là một thương hiệu mỹ phẩm được thành lập vào năm 2000 thuộc Tập đoàn mỹ phẩm AmorePacific của Hàn Quốc.
Tên gọi của thương hiệu lấy cảm hứng từ bài thơ The Lake Isle of Innisfree của nhà thơ W. B. Yeats người Ai-len, có nghĩa là "một hòn đảo cho làn da được nghỉ ngơi".
Đây là một trong số ít các thương hiệu mỹ phẩm của Hàn Quốc được chứng nhận từ tổ chức chứng nhận sản phẩm hữu cơ ECOCERT của Pháp.
Ý tưởng thương hiệu của Innisfree nhấn mạnh vào thiên nhiên, đặc biệt liên quan đến đảo Jeju, Hàn Quốc.

## Innisfree Việt Nam
Innisfree chính thức có mặt tại Việt Nam vào tháng 10 năm 2016 với cửa hàng đầu tiên tại 257 Hai Bà Trưng, Quận 3, TP.HCM. Từ cửa hàng đầu tiên, sau gần 5 năm đồng hành cùng cộng đồng làm đẹp Việt Nam, innisfree hiện đã có 21 cửa hàng tại 6 tỉnh thành lớn: TP. HCM, Hà Nội, Đà Nẵng, Hải Phòng, Nha Trang, Bình Dương. Thương hiệu nhận được sự ủng hộ từ đông đảo giới trẻ và người tiêu dùng yêu mỹ phẩm trên toàn quốc.  innisfree Việt Nam Hệ thống cửa hàng

## Khái niệm về thương hiệu
- Tên thương hiệu: "innisfree" có nguồn gốc từ bài thơ The Lake Isle of Innisfree của William Butler Yeats, mang nghĩa "hòn đảo cho làn da sự nghỉ ngơi". Cái tên "innisfree" nhấn mạnh mục tiêu theo đuổi vẻ đẹp tự nhiên của thương hiệu.
- Triết lý thương hiệu: Mang đến vẻ đẹp khỏe mạnh với lợi ích từ thiên nhiên tại đảo Jeju đem lại và để bảo tồn sức khỏe của thiên nhiên, ưu tiên nguồn nguyên liệu tốt và các giá trị thân thiện với môi trường.[6]
- Câu truyện từ Jeju: Với phương châm ""Natural Benefits from JEJU island"" (Lợi ích tự nhiên từ đảo Jeju), thương hiệu được ra đời để chia sẻ lợi ích từ thiên nhiên phong phú của đảo Jeju đến làn da. Không chỉ nỗ lực mang đến vẻ đẹp khỏe mạnh và tự nhiên từ những nguyên liệu tại đảo Jeju, innisfree luôn cố gắng bảo tồn sự đa dạng của thiên nhiên, đem lại các giá trị thân thiện cho làn da và môi trường.  Sản phẩm của innisfree nổi tiếng với các nguyên liệu giàu dưỡng chất từ hòn đảo ngọc Jeju: Trà xanh dưỡng da Beauty Green Tea, đá tro núi lửa Volcanic, hạt Bija, hoa anh đào Cherry Blossom hay quýt Hallabong.

## Lịch sử
Innisfree được ra mắt vào năm 2002  bởi công ty mỹ phẩm và chăm sóc da lớn nhất ở Hàn Quốc, Amore Pacific, được định vị là thương hiệu thân thiện với môi trường đầu tiên. Năm 2005, công ty mở cửa hàng thương hiệu đầu tiên và mở cửa hàng thứ 100 vào năm 2007.
Trong năm 2011, thương hiệu này đã báo cáo doanh thu hơn 140,5 tỷ won (123,1 triệu USD) từ hơn 434 địa điểm ở Hàn Quốc. Amore Pacific đã khai trương cửa hàng hàng đầu đầu tiên của thương hiệu tại Thượng Hải vào ngày 25 tháng 4 năm 2012. Công ty đã mở rộng và vào năm 2013, đã mở các cửa hàng ở Hồng Kông, Singapore và Ấn Độ. Cửa hàng Ấn Độ đầu tiên đã được khai trương tại New Delhi vào ngày 10 tháng 10 năm 2013 và lần đầu tiên tại Singapore vào ngày 22 tháng 11 năm 2013, Đến năm 2014, công ty đã vận hành hơn 80 cửa hàng tại Hàn Quốc, Nhật Bản, Hồng Kông, Singapore và Ấn Độ.
Trong nửa đầu năm 2014, Amore Pacific đã lên kế hoạch thúc đẩy doanh số của thương hiệu tại Đài Bắc và mở cửa hàng thứ hai vài tháng sau khi ra mắt tại Đài Loan, nhằm đưa Innisfree trở thành thương hiệu mỹ phẩm Hàn Quốc dẫn đầu. Ngày 5 tháng 12 năm 2014, Innisfree khai trương cửa hàng đầu tiên tại Malaysia. Tính đến năm thứ 15 thành lập, thương hiệu cũng đã có mặt tại Thái Lan và cửa hàng lớn nhất của mình tại Quảng trường Hongyi ở Thượng Hải, Trung Quốc, với hơn 108 cửa hàng trên toàn Đại lục vào cuối năm. Cửa hàng đầu tiên tại Việt Nam được khai trương vào tháng 11 năm 2016, đến năm 2017, thương hiệu bắt đầu mở rộng sang Bắc Mỹ và khai trương cửa hàng đầu tiên tại Hoa Kỳ vào ngày 15 tháng 9 năm 2017, tại Koreatown, Manhattan.
Innisfree đã mở rộng các cửa hàng của họ tại Hoa Kỳ với việc khai trương một địa điểm khác ở Manhattan vào ngày 5 tháng 10 năm 2018.

## innisfree SẢN PHẨM
- Tinh chất trà xanh dưỡng ẩm innisfree Green Tea Seed Serum:  Tinh chất trà xanh innisfree Green Tea Seed Serum luôn đứng đầu trong hạng mục dưỡng ẩm suốt 7 năm liền tại Hàn. Với công nghệ cấp nước độc quyền 4.0, Green Tea Seed Serum giúp củng cố hàng rào dưỡng ẩm để bảo vệ da, tăng cường dưỡng ẩm và làm dịu cho làn da luôn sáng khỏe. Cứ mỗi 7 giây, 1 sản phẩm Green Tea Seed Serum được bán ra trên toàn thế giới Số liệu năm 2020.
- Kem dưỡng ẩm chống lão hóa hoa lan tím innisfree Jeju Orchid Enriched Cream:  Kem dưỡng hoa lan innisfree Jeju Orchid Enriched Cream giúp nuôi dưỡng độ đàn hồi của làn da và cải thiện toàn diện các vấn đề lão hóa sớm như kém đàn hồi, nếp nhăn, xỉn màu, thiếu ẩm hay lỗ chân lông to.
- Kem dưỡng nâng tông hoa anh đào innisfree Jeju Cherry Blossom Tone Up Cream:  Kem dưỡng nâng tông hoa anh đào innisfree Jeju Cherry Blossom Tone Up Cream giúp nâng tông tự nhiên đồng thời dưỡng sáng da từ bên trong với chiết xuất cánh hoa anh đào hoàng gia đảo Jeju và Betaine tự nhiên. Có thể sử dụng thay kem nền để có lớp nền mỏng nhẹ, sáng trong và hồng hào.
- Tinh chất phục hồi da và chống lão trà đen innisfree Black Tea Youth Enhancing Ampoule:  Tinh chất chiết xuất từ trà đen Black Tea Youth Enhancing Ampoule nhanh chóng phục hồi làn da, trả lại vẻ sáng khỏe tươi tắn nhờ hiệu quả dưỡng sáng, chống oxy hóa và chống lão hóa mạnh mẽ. Hiệu quả ngay sau 1 lần sử dụng đã được kiểm chứng lâm sàng.
- Tinh chất dưỡng sáng và đều màu da quýt Hallabong 3 trong 1 innisfree Brightening Pore Serum:  Tinh chất dưỡng sáng da 3 trong 1 từ quýt Brightening Pore Serum giúp dưỡng sáng, chăm sóc lỗ chân lông và cấp nước. Vỏ quýt Hallabong còn chống oxy hóa mạnh mẽ, giúp làm đều màu da và cải thiện vết thâm hiệu quả chỉ sau 04 tuần sử dụng.
- Siêu mặt nạ đất sét đá tro núi lửa innisfree Super Volcanic Pore Clay Mask 2X:  Siêu mặt nạ đất sét đá tro núi lửa innisfree Super Volcanic Pore Clay Mask 2X giúp chăm sóc lỗ chân lông toàn diện, hút sạch 98% bã nhờn và tăng cường hiệu quả tẩy tế bào chết. Mặt nạ đất sét giúp thanh lọc làn da, cho da luôn mịn màng và sạch thoáng.
- Phấn phủ kiềm dầu dạng bột innisfree No Sebum Mineral Powder:  Phấn phủ dạng bột innisfree No Sebum Mineral Powder chiết xuất từ bạc hà và khoáng chất tự nhiên đảo Jeju, kiểm soát bã nhờn và dầu thừa để lớp nền khô thoáng. Phấn phủ đa năng này còn có thể dùng như dầu gội khô hay làm phấn lót giữ màu mắt lâu trôi.

## Trách nhiệm xã hội
- Chiến dịch tái chế chai rỗng: Thu gom lọ đựng sản phẩm đã qua sử dụng thuộc chiến dịch Green Day của Innisfree bắt đầu từ năm 2003.[17] Khách hàng có thể nhận 300 điểm Beauty cho mỗi chai rỗng bằng cách trả lại hộp đựng các sản phẩm Innisfree cho cửa hàng. Số lượng chai rỗng thu thập được vào năm 2020 là khoảng 30.000 chai. Vào năm 2017, Innisfree đã mở một không gian tái chế trong một cửa hàng bán đồ cao cấp, nơi sử dụng các vật liệu hoàn thiện nội thất từ các chai rỗng đã thu gom được.[18]
- Chiến dịch làm sạch Jeju: Từ năm 2011, Innisfree đã tài trợ cho "Lễ hội đi bộ Jeju Olle", cùng thời điểm đó, các nhân viên của Innisfree đã tổ chức một chuyến thám hiểm xanh và thực hiện chiến dịch làm sạch Jeju. Chiến dịch 'Clean Jeju' là một phần của 'Chiến dịch Cuộc sống Xanh' do Innisfree thực hiện, mang đến những sản phẩm lành mạnh cho người tiêu dùng thông qua các thành phần tự nhiên từ Jeju, hòn đảo sạch. Một cuộc thám hiểm xanh bao gồm các nhân viên của Innisfree là một hoạt động bảo tồn môi trường tự nhiên ở đảo Jeju.[19]
- Hoạt động bảo vệ rừng toàn cầu: Kể từ năm 2012, chiến dịch "Rừng Innisfree" đã được tiến hành như một phần của các hoạt động CRS toàn cầu. Các hoạt động chính bao gồm các chiến dịch trồng cây gần Nội Mông để ngăn chặn sa mạc ở Nội Mông, Đài Loan, Rừng Taimali 'Innisfree' và Rừng ngập mặn ASEAN.[20] Để bảo vệ Rừng Gotjawal Jeju, nơi được gọi là 'lá phổi của Jeju' như một hoạt động trong nước và đóng một vai trò quan trọng trong hệ sinh thái Jeju, một phần tiền thu được từ dòng sản phẩm 'Forest for Men', một dòng dành cho nam giới của Innisfree, được tài trợ cho Jeju Gotjawal Publicization Foundation hàng năm.[21]
- Upcycling Beauty: 'Upcycling Beauty' là một dự án mang lại giá trị mới cho những tài nguyên bị lãng phí và tái tạo sản phẩm bằng sự chân thành. Vào tháng 8 năm 2018, thương hiệu đã phát triển một sản phẩm dưỡng thể sử dụng bã cà phê, thành phần này đã bị vứt bỏ như là sản phẩm dự án đầu tiên, với sự hợp tác của Anthracite. Vào năm 2019, hãng đã phát triển sản phẩm tóc với Jeju Beer.[22]

## Đại diện thương hiệu
Người mẫu đầu tiên của Innisfree là nữ diễn viên Han Chae-young. Các nữ diễn viên Kim Tae-hee và Nam Sangmi cũng từng tham gia làm người đại diện cho thương hiệu.
Tháng 5 năm 2006, nữ diễn viên Song Hye-kyo được chọn làm người đại diện thương hiệu thứ 4. Năm 2007, Moon Geun Young quảng cáo cho thương hiệu tới năm 2009.
Ngày 21 tháng 9 năm 2009, thành viên của nhóm Girls' Generation là Yoona trở thành người mẫu thứ sáu của thương hiệu Innisfree. Tháng 2, 2012, nam diễn viên Lee Minho cũng tham gia quảng cáo cho Innisfree.
Năm 2017, nhóm nhạc Wanna One từ chương trình thực tế Produce 101 Season 2 được chọn làm gương mặt đại diện tiếp theo cho nhãn hàng này.
Năm 2019, nữ diễn viên Shin Ye Eun được chọn làm người mẫu cho nhãn hàng này
Ngày 27/7 năm 2021, Instagram chính thức của Innisfree công bố Jang Won-young là "nàng thơ" mới của hãng sau Yoona.